# GPS2
GPS2 (англ. G protein pathway suppressor 2) – білок, який кодується однойменним геном, розташованим у людей на короткому плечі 17-ї хромосоми. Довжина поліпептидного ланцюга білка становить 327 амінокислот, а молекулярна маса — 36 689.
| 10         |  | 20         |  | 30         |  | 40         |  | 50         |
| ---------- |  | ---------- |  | ---------- |  | ---------- |  | ---------- |
| MPALLERPKL |  | SNAMARALHR |  | HIMMERERKR |  | QEEEEVDKMM |  | EQKMKEEQER |
| RKKKEMEERM |  | SLEETKEQIL |  | KLEEKLLALQ |  | EEKHQLFLQL |  | KKVLHEEEKR |
| RRKEQSDLTT |  | LTSAAYQQSL |  | TVHTGTHLLS |  | MQGSPGGHNR |  | PGTLMAADRA |
| KQMFGPQVLT |  | TRHYVGSAAA |  | FAGTPEHGQF |  | QGSPGGAYGT |  | AQPPPHYGPT |
| QPAYSPSQQL |  | RAPSAFPAVQ |  | YLSQPQPQPY |  | AVHGHFQPTQ |  | TGFLQPGGAL |
| SLQKQMEHAN |  | QQTGFSDSSS |  | LRPMHPQALH |  | PAPGLLASPQ |  | LPVQMQPAGK |
| SGFAATSQPG |  | PRLPFIQHSQ |  | NPRFYHK    |  |            |  |            |

A: Аланін

D: Аспарагінова кислота

E: Глутамінова кислота

F: Фенілаланін

G: Гліцин

H: Гістидин

I: Ізолейцин

K: Лізин

L: Лейцин

M: Метіонін

N: Аспарагін

P: Пролін

Q: Глутамін

R: Аргінін

S: Серин

T: Треонін

V: Валін

Задіяний у такому біологічному процесі, як альтернативний сплайсинг. 